# Konrad Johannesson
Konrad Jonasson "Konnie "Johannesson, född 10 augusti 1896 i Glenboro, Manitoba, död 28 oktober 1968 i Winnipeg, var en kanadensisk ishockeyspelare och pilot. Johannesson spelade på backpositionen och blev olympisk guldmedaljör i Antwerpen 1920.
1920 vann Johannesson även Allan Cup, som kanadensiska amatörmästare, med det isländsk-kanadensiska laget Winnipeg Falcons.

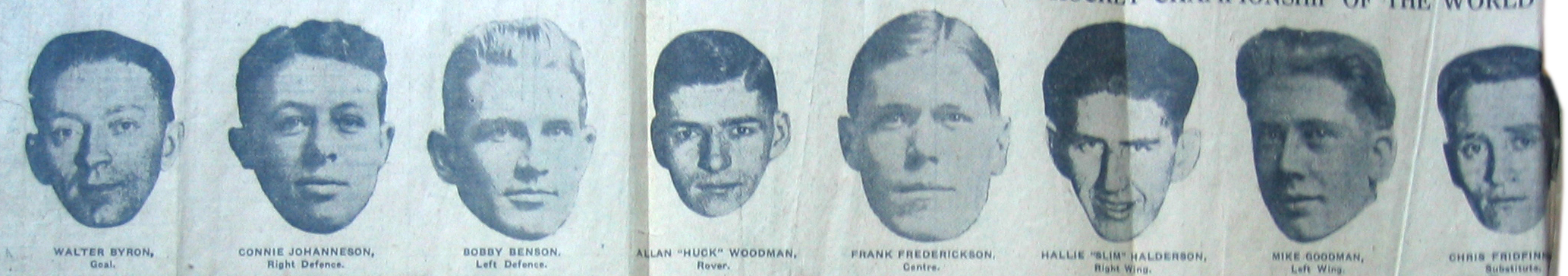
Konrad Johannesson, tvåa från vänster, med det kanadensiska OS-laget 1920.

## Flygkarriär
Innan Johannessons ishockeykarriär tog fart på allvar deltog han i Första världskriget som pilot med Royal Flying Corps i Storbritannien samt i Ismailia, Egypten från 1916 till 1919, tillsammans med bland annat barndomskamraten och ishockeyspelaren Frank Fredrickson. Han blev senare flyginstruktör och tränade piloter i Winnipeg Flying Club samt för Royal Canadian Air Force.

## Statistik

### Klubbkarriär
CHL = Central Hockey League, AHA = American Hockey Association
| 1925–26    | Winnipeg Maroons   | CHL        | 32 | 2 | 3 | 5 | 36 | – | – | – | – | – |
| 1926–27    | St. Paul Saints    | AHA        | 24 | 2 | 2 | 4 | 14 | – | – | – | – | – |
|            | Winnipeg Maroons   | AHA        | 6  | 1 | 0 | 1 | 4  | – | – | – | – | – |
| 1926–27    | Moose Jaw Warriors | PrHL       | 4  | 1 | 1 | 2 | 0  | – | – | – | – | – |
| 1928–29    | Seattle Eskimos    | PCHL       |    | 5 | 3 | 8 | 17 | – | – | – | – | – |
| AHA totalt | AHA totalt         | AHA totalt | 30 | 3 | 2 | 5 | 18 | — | – | – | – | – |

### Internationellt
| År     | Lag    | Turnering |   | Matcher | Mål | Assists | Poäng | Utv. |
| ------ | ------ | --------- | - | ------- | --- | ------- | ----- | ---- |
| 1920   | Kanada | OS        | 3 | 2       | 0   | 2       | 0     |      |
| Totalt | Totalt | Totalt    | 3 | 2       | 0   | 2       | 0     |      |

## Meriter
- Allan Cup – 1920
- OS-guld 1920